# Ново-Ботево
Ново-Ботево (болг. Ново Ботево) — село в Болгарии. Находится в Добричской области, входит в общину Добричка. Население составляет 18 человек.

## Политическая ситуация
В местном кметстве Ведрина, в состав которого входит Ново-Ботево, должность кмета (старосты) исполняет Елена Статева Друмева (независимый) по результатам выборов правления кметства.
Кмет (мэр) общины Добричка — Петко Йорданов Петков (Болгарская социалистическая партия (БСП)) по результатам выборов в правление общины.